# Island6
island6 Arts Center (chinês: 六 岛 艺术 中心) é um espaço de práticas artísticas e criativas. A galeria representa artistas diferentes e executa vários tipos de exposições. No entanto, é preciso acrescentar que é a principal fonte de representação das obras criadas por diferentes artistas que trabalham juntos sob o nome coletivo de Liu Dao. Esta proposta criativa, baseada na cidade chinesa de Xangai viu a luz em abril de 2006 e, entanto, tem mais de dez anos de existência. A sua criação foi possível graças ao trabalho do artista e curador de nacionalidade francesa Thomas Charvériat. No quadro evolutivo quantitativamente lógico de um espaço sólido, island6 Arts Center ampliou seus espaços ao longo da primeira década de existência, assumindo nas datas atuais três centros na cidade de Xangai. A estes, no entanto, é preciso acrescentar mais um centro em Hong Kong e outro na Tailândia, de modo que a internacionalização do island6 é uma realidade. De fato, com estes cinco centros, procura atingir o objetivo de apoiar artistas, tanto ocidentais e chineses (embora residentes em Xangai), expondo as suas competências e sempre trabalhando como um grupo. Para este efeito, as produções do coletivo Liu Dao nunca são o resultado produtivo de um único membro do grupo, nem de um nome individual. No entanto, atualmente, os centros localizados no Bund e Hong Kong estão temporariamente fechados devido a futuros projetos.

## História
No ano em que Thomas Charvériat, criou island6 Arts Center, o primeiro local a ocupar o espaço estava no número 120 da Moganshan Road, em Xangai. O primeiro local foi em Fou Foong, uma antiga construção de tijolo vermelho de quatro andares projetada em 1897 pelo estúdio de arquitetura britânica Dallas e Atkinson, tendo a função de moinho de farinha. De fato, este moinho foi considerado o maior e mais avançado da Ásia a partir do final do século XIX e, no mesmo lugar, seus 2.000 funcionários se beneficiam de um hospital e duas escolas. Sua abertura foi programada para coincidir com o 1 de abril de 2006 através de uma exposição que foi chamada de "Invisible Layers, Electric Cities", cujo curadoria foi dada por Allard van Hoorn e Margherita Salmaso. Em um lapso corto de tempo, o já chamado Thomas Charveriat assumiu a direção do centro, sendo assim o principal responsável da linha que nos espaços foi desenvolvida durante este período. Dois anos após a sua inauguração, e em 2008, o centro inicialmente localizado no número 120 da Moganshan Road foi forçado a mudar de espaço, movendo-se para o número 50 da mesma Moganshan Road, um espaço que ainda hoje ocupa. Um dos principais benefícios que a modificação supus foi que, neste novo local, island6 se situou no distrito da arte chamado M50, a principal zona artística da cidade. Esta nova situação de natureza geográfica permitiu ao centro continuar a desempenhar as suas tarefas e objetivos. A partir de 2009, Charvériat recuperou a direção do centro com o objetivo de desenvolver as suas estratégias e aumentar as linhas de presente e futuro do centro.

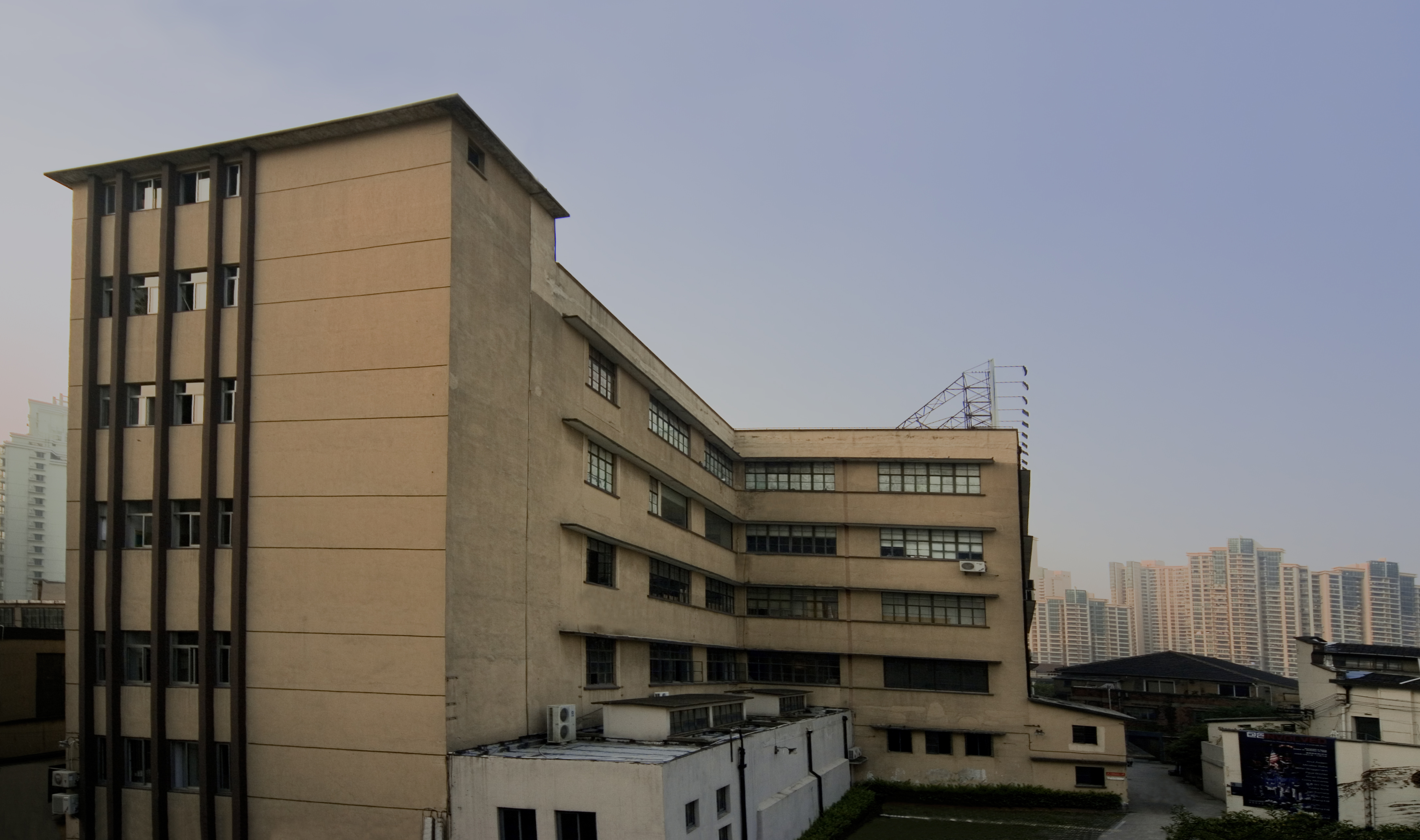
island6 na Moganshan Road

## Prêmios e características estéticas
O trabalho realizado por island6 o levou a ganhar, nos últimos tempos, alguns reconhecimentos, como o prêmio a "Melhor Galeria de Arte" da cidade. Em julho do mesmo ano (2015) em que o centro obteve tal prêmio, island6 apresentou sua mostra número 76, graças ao trabalho de mais de 500 artistas de mais de vinte nacionalidades. Tal feedback entre o espaço e os artistas fizeram island6 formar parte da criação e produção de mais de 2000 projetos de natureza artística. Uma das principais características de island6 em relação a produção e exibição artística não se refere exclusivamente a sua representação do coletivo Liu Dao (六 岛). Este grupo, como foi observado em considerações anteriores, é um coletivo de artistas que se apresentam no centro. A singularidade reside também no formato e nos diferentes modos de representação. Sob este nome -Liu Dao-, as obras de arte feitas são caracterizadas por geralmente tratar de questões típicas nas doutrinas artísticas, mas usando as práticas atuais e recursos como o sistema de iluminação LED, o bitmap ou videoarte. Alguns dos temas, questões e reflexões que o grupo e o centro querem trabalhar são o engajamento sensorial, voyeurismo, desenvolvimento urbano, a relação entre o moderno e o clássico, tecnologia e trabalho ou a história cultural chinesa, entre outros.

## Colaborações
O bom trabalho tanto do centro island6 como do coletivo Liu Dao tem permitido o estabelecimento de relações e colaborações em diferentes ocasiões. Entre as mais notáveis, algumas foram estabelecidas com empresas de muito reconocida reputação internacional, como no 2010. Naquela época, island6 exibiu as obras do coletivo Liu Dao na Galeria Louis Vuitton Maison, localizada na cidade de Macau, China. O título desta exposição foi "Raining Stars". No entanto, a lista de empresas com as quais o centro tem mantido colaborações não termina aqui. De fato, em agosto de 2014, a marca alemã de renome de roupa esportiva Adidas decidiu apresentar a sua principal loja na cidade de Xangai no principal espaço de island6 em Moganshan Road. Esta apresentação foi considerada um sucesso no atendimento. A este tipo de colaborações devem ser adicionados outros relacionamentos estabelecidos, neste caso com outras galerias como Red Gallery Gate, localizada em Pequim, a capital do país. Através desta colaboração, o coletivo Liu Dao foi representado na prestigiada Feira da Arte de Hong Kong em 2010. Além desta apresentação e uma vez finalizada a feira, as relações foram mantidas pela Red Gate Gallery se tornar o principal representante do coletivo Liu Dao na região de Hong Kong. Desde a criação da island6, este centro tem sido presente em um monte de feiras de arte, incluindo, mas não exclusivamente, SH 2011, Scope Miami, Beirut Art Fair ou diferentes edições de Swab, a principal feira de arte contemporânea de Barcelona. 